# Luciérnaga (banda)
Luciérnaga fue una banda de rock alternativo de Guayaquil, Ecuador, parte de la nueva ola de bandas guayaquileñas que ha venido presentándose a partir del año 2000.

## Historia
Luciérnaga se inicia en el año 2002 cuando Gorki Alarcón y Rusman González se conocen con Rodney Durán y Billy Icaza y se proponen grabar un disco, sin la intención de formar una banda. Todos ya habían formado bandas en el colegio, y habían tenido alguna presentación semiprofesional.
Sin embargo, pese a la afinidad existente al momento de hacer música y la amistad que tenían, aún reflejaban cierta distancia en cuanto a influencias que sin duda tomó un giro en el momento en que Gorki y Rodney comienzan a conversar de los Beatles mientras iban en un taxi por el centro de Guayaquil y Billy escuchaba aquella conversación de la famosa Antología; por la noche Gorki le muestra a Billy el Sgt. Peppers y al escucharlo de principio a fin le propone formar una banda incluyendo en el proyecto a Rusman, debido a que ambos formaban el grupo Tierra Santa, y a la vez Billy proponía incluir en el mismo a Rodney, con el cual tenían algunos años tocando en El Muro. Los 4 pasaron por un período largo probando a algunos guitarristas sin resultados positivos con el fin de reforzar mediante la influencia británica el poderío y la armonía que le daría a su música dos guitarras lo cual fue demostrado más adelante con la pieza fundamental del rompecabezas que faltaba para que todo encaje.
Ese mismo año, empiezan a componer con la idea de crear un disco conceptual, basado en varias historias, movidas o animadas por la música.

### Luciérnaga (el disco Rojo)
Llega el 2003 y empiezan las grabaciones en Paradox Recording Studios de Guayaquil, durante las cuales la banda empieza a compactar su sonido y su personalidad. Durante estas grabaciones, Gorki, quien trabajaba en Paradox estaba coproduciendo el disco de otra banda: Nola, el grupo de Dany Freire, músico guayaquileño que había participado en el festival Puerto Rock, y en algunos conciertos con cierto grado de reconocimiento como la primera Fiesta de la Música de Guayaquil organizada por la Alianza Francesa.
Gorki y Dany, debido a su relación de trabajo, estaban al tanto de las grabaciones de ambos grupos, de ahí que cuando Nola se separó, Gorki fuera a convencer a los demás integrantes de Luciérnaga de invitar a Dany a llenar el puesto de guitarrista que tenían vacante.
Se reúnen y Dany acepta la invitación y se suma inmediatamente a las grabaciones del disco de Luciérnaga, haciendo arreglos de guitarra y voces, además de aportar con tres de los once temas que quedarían al final.
Luego de esto, el disco dejó de ser conceptual, para pasar a ser una colección de canciones de los cinco compositores con los que el grupo cuenta. El 21 de octubre de 2004 se hace el lanzamiento del disco en el Malecón del Salado de Guayaquil ante unas 500 personas que fueron de a poco sumándose y acompañando al grupo en cada una de sus presentaciones.

### Aquí No Se Gana Pero Se Goza
Llega el año 2005 y el grupo se embarca en el proyecto "Aquí No Se Gana Pero Se Goza", que consiste en una gira que terminará a finales del 2006 y con el lanzamiento del disco del mismo nombre que será presentado oficialmente el 29 de julio de 2006. La premisa fue hacer un disco que contenga temas de artistas ecuatorianos que hayan sido exitosos, pero al estilo de la banda. En octubre del 2005, presentan el primer sencillo Ven Michu, Michu original de Gerardo Mejía y este tema les permite darse a conocer a nivel local con mucha fuerza a través de los medios de comunicación, quienes aceptaron en buena forma el nuevo trabajo de Luciérnaga. Es con este tema que se presentan en los Premios ITV a la Televisión Ecuatoriana, y en varios otros eventos masivos como la Fiesta de la Música 2005 y 2006 y el Festival de Artes al Aire Libre de Guayaquil.
Empezando el 2006 tocaron en otras ciudades del Ecuador como Quito, Crucita y Salinas, para luego de esto concentrarse en producir el CD y show de lanzamiento del "Aquí No Se Gana Pero Se Goza".
El 18 de agosto de 2006, frente a unas 1200 personas, en el marco del Guayaquil Pop Fest, Luciérnaga presentó el disco "Aquí No Se Gana Pero Se Goza" y el video de la canción Dame Tu Amor, dirigido por Afranio Vivas, y realizado íntegramente en plastilina, el cual obtuvo el premio MBN a mejor video del año 2007 en Ecuador.

### Hoy (El final)
En julio de 2007, Máximo Gorki deja la banda para comenzar un nuevo proyecto musical, "Los Smokings". Los cuatro integrantes se concentraron en grabar su tercer disco, Hoy, que iba a ser lanzado a principios del 2008; Gorki alcanzó a producir y tocar el contrabajo en el primer sencillo del disco, "Vaso de Agua", antes de dejar la banda. En mayo del 2008, Luciérnaga emitió un comunicado y un mensaje en su página web donde confirmaron su separación. Dany Freire reclutó a Rodney Durán para formar parte de su nueva banda, Los Majariachis, mientras que Billy Icaza formó el grupo los RAYOS junto a Rusman González y Carlo Dormí, considerado anecdóticamente por todos los miembros de la banda como el sexto Luciernaga por su apoyo incondicional en todos los conciertos.

### Trascendencia y legado
Luciérnaga fue una de las bandas más representativas del nuevo rock ecuatoriano de principios de la década el 2000, en especial de la escena Guayaquileña; fueron los primeros de esta generación en desprenderse del underground y difundir su música de manera masiva por todo Ecuador. Su influencia en la escena desencadenó el interés de los medios de comunicación y los dueños de localidades para conciertos en las bandas de rock de Guayaquil.

### El Retorno 2011
A principios de enero del 2010, en la página Facebook oficial del grupo, se publicó un mensaje invitando a los fanes al último concierto de la banda, que iba a tener lugar en julio de ese año. Este concierto no se dio pero sirvió para que los integrantes del grupo se plantearan volver a unir la banda. El 9 de abril de 2011 tuvo lugar en Machala el único reencuentro de la banda luego de 3 años, donde la emoción y el canto de los fanes confirmó la importancia de Luciérnaga dentro de la escena local del rock ecuatoriano.

## Miembros
- Dany Freire- Guitarra y voz
- Rusman González - Batería y voz
- Billy Icaza - Guitarra y voz
- Rodney Durán - Teclados y voz
- Gorki Alarcón - Bajo y voz

## Discografía

### Álbumes
- Luciérnaga (El Disco Rojo) - 2004
- Aquí No Se Gana Pero Se Goza - 2006

### Sencillos
- Te Quiero más Sexy - Maximo Gorki - 2004
- Para Qué? - Dany Freire - 2004
- Mil Destellos de Ti - Billy Icaza - 2004
- Ven Michu Michu - Gerardo Mejia - 2005
- Dame Tu Amor (Guajira) - Bodegga - 2006
- Dime si Recuerdas - Tranzas - 2006
- Vaso de Agua - Billy Icaza - 2007
- A tu lado - Rodney Duran - 2007